# Ampola de Lorenzini
As ampolas de Lorenzini são órgãos sensoriais especiais, compostas por uma rede de poros dentro da epiderme, cada um levando a um canal preenchido com um gel de mucopolissacarídeo. O canal ampular termina em um bulbo, as ampolas propriamente ditas, que normalmente consistem em várias câmaras sensoriais alinhadas com células receptoras e de suporte.
Nos peixes cartilaginosos, como tubarões, as ampolas de Lorenzini são importantes órgãos capazes de detectar variações na temperatura, salinidade e correntes elétricas.
É um órgão muito utilizado nos momentos de caça, sentindo a "presença" de uma presa, a partir das pequenas mudanças nos campos magnéticos causadas por atividade mecânica de um corpo. Ondas eletromagnéticas independem do meio para propagação e se propagam até no vácuo, como a luz das estrelas. Sua velocidade depende da densidade do meio (ar, água, trilhos de  trem, barbante esticado etc).
Essa alteração no campo elétrico pode se dar para o tubarão também por um sentido que não é cheiro de moléculas de sangue, mas uma detecção de que algo está ocorrendo, que pode haver uma presa fácil.